# ورد حريري
ورد حريري (الاسم العلمي:Rosa sericea) هو نوع من النباتات يتبع جنس الورد من الفصيلة الوردية.

## انظر أيضاً

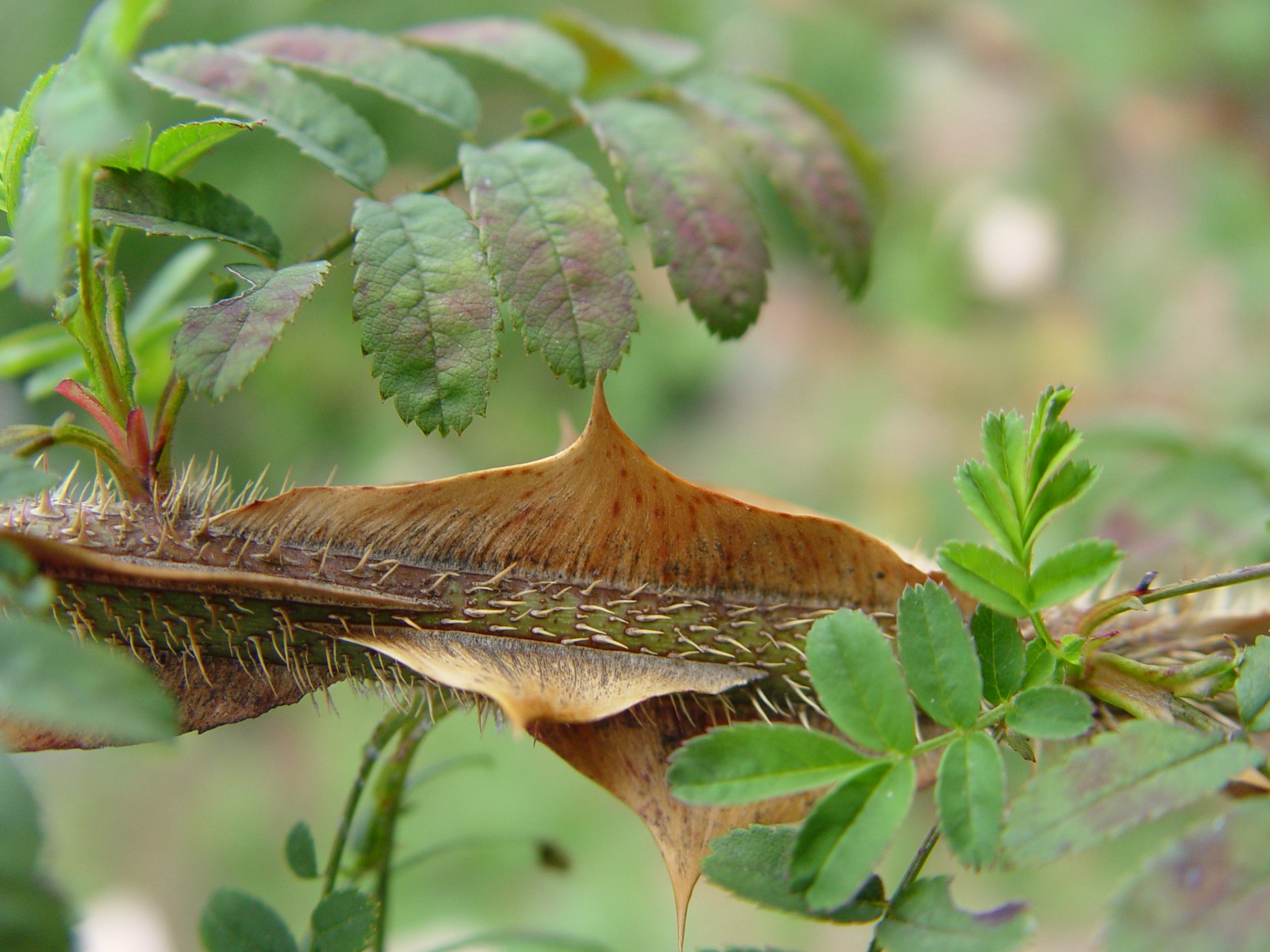